# Miltochrista punicea
Miltochrista punicea là một loài bướm đêm thuộc phân họ Arctiinae, họ Erebidae.